# Южносаамски език
Южносаамският език е най-южният от саамските езици.
Сериозно е застрашен от изчезване, говори се единствено в общините Сноса и Хатфелдал в Норвегия. Има около 2000 етнически южни саами, но само около 500 от тях владеят езика.

## Писменост
Южносаамският е един от шестте саамски езика, които имат статут на официален език. Използва разширен вариант на латиницата: A/a, B/b, D/d, E/e, F/f, G/g, H/h, I/i, (Ï/ï), J/j, K/k, L/l, M/m, N/n, O/o, P/p, R/r, S/s, T/t, U/u, V/v, Y/y, Æ/æ, Ø/ø, Å/å.

## Граматични особености
Типична черта на южносаамския език е прегласът на първия гласен звук в склонението на имената и спрежението на глаголите. Сравни:
- ae ~ aa ~ ee: vaedtsedh „вървя (инфинитив)“: vaadtsam „(аз) вървя“: veedtsim „вървях“
- ue ~ ua ~ øø: vuelkedh „излизам (инфинитив)“: vualkam „(аз) излизам“: vøølkim „излязох“

Именната система се характеризира с осем падежа, три лица и три числа.
Словоредът е подлог-допълнение-сказуемо.